# Famille Kosciusko-Morizet
Pour les articles homonymes, voir Kosciusko et Morizet.
La famille Kosciusko-Morizet (par prononciation orthographique [kosjysˈko moʁiˈzɛ], originellement [kɔɕˈt͡ɕuʂkɔ]) est une famille française, d'origine polonaise pour la branche Kościuszko, et dont plusieurs membres ont accédé à la notoriété depuis 1945, notamment par leur participation à la vie politique française.

## Histoire
La famille Kosciusko-Morizet descend de Zelman Kościuszko et de Reizla Palivoda (1791-1871), un couple originaire de Suwałki, dans la partie de la Pologne alors sous administration russe, tout près de l'actuelle frontière polono-lituanienne. Après la mort de son mari, Reizla part en France en 1846 et s'établit à Paris sous le nom de Rose Félix, avec ses quatre enfants. Son second fils, Abraham Salomon Kościuszko (1821-1917), casquettier, puis marchand mercier, épouse Janette Marx, originaire d'Ennery (Moselle) et issue d'une famille juive de Lorraine. Le fils d'Abraham Kościuszko, Louis Koscziusko (1857-1927), est fabricant de boutons, syndicaliste et militant à la SFIO. Il participe au congrès de Tours en 1920 et est candidat la même année aux élections législatives dans le 14e arrondissement de Paris[réf. nécessaire]. De son mariage avec Marthe Weiler, caissière, il a deux fils : Léon Koscziusko (1884-1944), croix de guerre, fondateur de l'Union nationale des israélites patriotes[réf. nécessaire] en 1934, déporté à Auschwitz le 10 février 1944, et Charles Koscziusko (1882-1921), conducteur de travaux publics à la mairie de Paris.
Le fils de Charles Koscziusko et de son épouse Diane Millaud (1887-1970), Jacques (1913-1994), épouse Marianne Morizet (1913-2001), fille d'André Morizet (1876-1942), maire SFIO de Boulogne-Billancourt, sénateur de la Seine. Pendant la guerre, Jacques Koscziusko utilise dans la Résistance le nom de son épouse, Morizet, et obtient en 1965 l'autorisation légale de porter le patronyme Kosciusko-Morizet. Il est maire de Saint-Nom-la-Bretèche, secrétaire national du RPR pour les relations extérieures, professeur d'université, ambassadeur aux États-Unis (1972-1977). Il a quatre enfants, dont François Kosciusko-Morizet (1940-2015), ingénieur des ponts et chaussées, homme politique et maire de Sèvres, et Jacques-Antoine Kosciusko-Morizet (1943), entrepreneur et directeur au Crédit lyonnais, et compte parmi ses petits enfants Pierre Kosciusko-Morizet (1977), entrepreneur Internet et cofondateur du site PriceMinister, et Nathalie Kosciusko-Morizet (1973), femme politique, députée et ministre des gouvernements Fillon.
L'orthographe Koscziusko résulte d'une transcription à l'état civil français au XIXe siècle du nom polonais d'origine, dont la graphie correcte est Kościuszko (prononcer [kɔɕˈt͡ɕuʂkɔ]). C'est ensuite par un décret en date du 26 janvier 1965 que les membres de la famille Koscziusko sont autorisés à changer leur nom en Kosciusko-Morizet (avec un "z" en moins à Koscziusko).
La famille n'est pas apparentée à Tadeusz Kościuszko (1746-1817), un célèbre officier polonais qui a participé à la guerre d'indépendance des États-Unis et organisé l'insurrection polonaise de 1794, dite « insurrection de Kościuszko », contre la domination russe et prussienne. Jean-Louis Beaucarnot écrit : « La tradition familiale veut aujourd’hui que les Kosciusko établis en France descendent [du] frère aîné [de Tadeusz Kościuszko (1746-1817)], prénommé Józef et qui avait hérité du manoir familial. Ils sont en réalité arrivés en France sous Louis-Philippe, avec Abraham Salomon Kościuszko, né en 1821 à Suwałki, en Pologne (alors annexée par la Russie), tout près de la frontière lituanienne. Cet ancêtre avéré n’était qu’un très modeste marchand juif, et sa femme, Janette Marx — juive de Lorraine, sans parenté avec Karl — était « marchande à la toilette », autrement dit revendeuse de vêtements d’occasion. »

## Liens de filiation entre les personnalités
- Zelman Kościuszko épouse Reizla Palivoda dite « Rose Félix » (1791-1871).
  - Abraham Salomon Kościuszko (1821 à Suwałki – 1917), casquettier, marchand mercier, marchand drapier épouse le 19/09/1850 à Paris Janette Marx (1828- ).
    - Louis Kosciuszko (06/07/1857 à Paris – 1927), voyageur de commerce à son mariage, épouse le 20/05/1883 à Paris Marthe Weiler (03/09/1860 à Paris – ), caissière[9].
      - Charles Kosciuszko (30/04/1882 à Paris – 05/04/1951 à Paris), dessinateur, conducteur des Travaux publics de la Ville de Paris épouse le 19/05/1910 à Paris Diane Marcelle Millaud (11/08/1887 à Rouen – 18/06/1970 au Kremlin-Bicêtre), professeur de piano.
        - Jacques Achille Kosciuszko dit Jacques Kosciusko-Morizet (1913-1994), résistant, diplomate et homme politique. Il épouse le 25/08/1939 à Paris, Marianne Françoise Morizet, (03/10/1914 à Dreux – 09/02/2002 à Paris), pharmacienne, fille d'André Morizet.
          - François Kosciusko-Morizet (1940-2015), homme politique. Il épouse le 06/06/1970 à Orchaise, Bénédicte Geneviève Jeanne Marie Treuille (11/03/1945 à Availles-en-Châtellerault), professeur de physique.
            - Caroline Marie Catherine Kosciuszko-Morizet (1971), ingénieur agronome, médiatrice familiale[10]. Elle épouse Emmanuel Jayet.
              - Mathieu Jayet.
              - Camille Jayet.
              - Marine Jayet.

            - Nathalie Kosciusko-Morizet (1973), femme politique. Elle épouse le 19/07/2003 à Longpont-sur-Orge  Jean-Pierre André Roger Philippe.
              - Paul-Élie Philippe.
              - Louis-Abel Philippe.

            - Pierre Kosciusko-Morizet (1977), entrepreneur. Il épouse Marie Amélie Denise Eeckhout.
              - Jeanne Kosciusko-Morizet.
              - Antoine Kosciusko-Morizet.
              - Louise Kosciusko-Morizet.

            - Étienne Jean Cyprien Kosciusko-Morizet (1986 – 22/05/2012), ingénieur chimiste, doctorant au CEA au moment de sa mort[11].

          - Marie Catherine Kosciusko-Morizet (1942), directrice de recherche, chef de service à l'Inserm. Elle épouse Thierry Postel-Vinay, diplômé de l'École nationale supérieure des mines de Paris.
            - Fabrice Postel-Vinay.
            - ? Postel-Vinay.

          - Jacques-Antoine Kosciusko-Morizet (1943), entrepreneur. Il épouse Pamela Lynn Margaret Spurdon.
            - Émilie Ariane Kosciusko-Morizet.
            - Laurence Isabelle Kosciusko-Morizet.

          - Martine Kosciusko-Morizet (1949) épouse François Marie Edmond Guillaume Sourdeau de Beauregard (1935-2019), écuyer en chef du Cadre noir de Saumur.

      - Alice Kosciuszko (30/11/1883 à Paris – ) épouse le 12/11/1902 à Paris Henri Salomon Milhaud (11/03/1877 à Marseille – ), employé de banque.
      - Léon Kosciuszko (1884-1944), fondateur de l'Union nationale des israélites patriotes.

    - Estelle Kosciuszko (27/06/1859 à Paris – ) épouse le 22/07/1880 à Paris Henri Adolphe Fontaine (06/10/1853 – ).

|                |                |                |                |                |                |  |  |                                   |                                   |                                   |                                   |                                   |                                   |  |  |                             |                             |                             |                             |                             |                             |  |  |                                   |                                   |                                   |                                   |                                        |                                        |                                        |                                        |                                        |                                        |                                |                                |                                |                                |                                |                                |                                 |                                 |                                 |                                 |                                 |                                 |  |  |                |                |                |                |                |                | Charles Kosciuszko (1882-1951) | Charles Kosciuszko (1882-1951) | Charles Kosciuszko (1882-1951)        | Charles Kosciuszko (1882-1951)        | Charles Kosciuszko (1882-1951)        | Charles Kosciuszko (1882-1951)        |                                       |                                       | Dianne Millaud (1887-1970)     | Dianne Millaud (1887-1970)     | Dianne Millaud (1887-1970)     | Dianne Millaud (1887-1970)     | Dianne Millaud (1887-1970)     | Dianne Millaud (1887-1970)     |                      |                      | André Morizet (1876-1942)    | André Morizet (1876-1942)    | André Morizet (1876-1942)           | André Morizet (1876-1942)           | André Morizet (1876-1942)           | André Morizet (1876-1942)           |                                     |                                     | Sophie Mattmann (1886-1967) | Sophie Mattmann (1886-1967) | Sophie Mattmann (1886-1967)              | Sophie Mattmann (1886-1967)              | Sophie Mattmann (1886-1967)              | Sophie Mattmann (1886-1967)              |                                          |                                          |  |  |                            |                            |                            |                            |                            |                            |  |  |                                             |                                             |                                             |                                             |                                             |                                             |  |  |                                  |                                  |                                  |                                  |                                  |                                  |
|                |                |                |                |                |                |  |  |                                   |                                   |                                   |                                   |                                   |                                   |  |  |                             |                             |                             |                             |                             |                             |  |  |                                   |                                   |                                   |                                   |                                        |                                        |                                        |                                        |                                        |                                        |                                |                                |                                |                                |                                |                                |                                 |                                 |                                 |                                 |                                 |                                 |  |  |                |                |                |                |                |                | Charles Kosciuszko (1882-1951) | Charles Kosciuszko (1882-1951) | Charles Kosciuszko (1882-1951)        | Charles Kosciuszko (1882-1951)        | Charles Kosciuszko (1882-1951)        | Charles Kosciuszko (1882-1951)        |                                       |                                       | Dianne Millaud (1887-1970)     | Dianne Millaud (1887-1970)     | Dianne Millaud (1887-1970)     | Dianne Millaud (1887-1970)     | Dianne Millaud (1887-1970)     | Dianne Millaud (1887-1970)     |                      |                      | André Morizet (1876-1942)    | André Morizet (1876-1942)    | André Morizet (1876-1942)           | André Morizet (1876-1942)           | André Morizet (1876-1942)           | André Morizet (1876-1942)           |                                     |                                     | Sophie Mattmann (1886-1967) | Sophie Mattmann (1886-1967) | Sophie Mattmann (1886-1967)              | Sophie Mattmann (1886-1967)              | Sophie Mattmann (1886-1967)              | Sophie Mattmann (1886-1967)              |                                          |                                          |  |  |                            |                            |                            |                            |                            |                            |  |  |                                             |                                             |                                             |                                             |                                             |                                             |  |  |                                  |                                  |                                  |                                  |                                  |                                  |
|                |                |                |                |                |                |  |  |                                   |                                   |                                   |                                   |                                   |                                   |  |  |                             |                             |                             |                             |                             |                             |  |  |                                   |                                   |                                   |                                   |                                        |                                        |                                        |                                        |                                        |                                        |                                |                                |                                |                                |                                |                                |                                 |                                 |                                 |                                 |                                 |                                 |  |  |                |                |                |                |                |                |                                |                                |                                       |                                       |                                       |                                       |                                       |                                       |                                |                                |                                |                                |                                |                                |                      |                      |                              |                              |                                     |                                     |                                     |                                     |                                     |                                     |                             |                             |                                          |                                          |                                          |                                          |                                          |                                          |  |  |                            |                            |                            |                            |                            |                            |  |  |                                             |                                             |                                             |                                             |                                             |                                             |  |  |                                  |                                  |                                  |                                  |                                  |                                  |
|                |                |                |                |                |                |  |  |                                   |                                   |                                   |                                   |                                   |                                   |  |  |                             |                             |                             |                             |                             |                             |  |  |                                   |                                   |                                   |                                   |                                        |                                        |                                        |                                        |                                        |                                        |                                |                                |                                |                                |                                |                                |                                 |                                 |                                 |                                 |                                 |                                 |  |  |                |                |                |                |                |                |                                |                                |                                       |                                       |                                       |                                       |                                       |                                       |                                |                                |                                |                                |                                |                                |                      |                      |                              |                              |                                     |                                     |                                     |                                     |                                     |                                     |                             |                             |                                          |                                          |                                          |                                          |                                          |                                          |  |  |                            |                            |                            |                            |                            |                            |  |  |                                             |                                             |                                             |                                             |                                             |                                             |  |  |                                  |                                  |                                  |                                  |                                  |                                  |
|                |                |                |                |                |                |  |  |                                   |                                   |                                   |                                   |                                   |                                   |  |  |                             |                             |                             |                             |                             |                             |  |  |                                   |                                   |                                   |                                   |                                        |                                        |                                        |                                        |                                        |                                        |                                |                                |                                |                                |                                |                                |                                 |                                 |                                 |                                 |                                 |                                 |  |  |                |                |                |                |                |                |                                |                                |                                       |                                       |                                       |                                       |                                       |                                       | Jacques Kosciuszko (1913-1994) | Jacques Kosciuszko (1913-1994) | Jacques Kosciuszko (1913-1994) | Jacques Kosciuszko (1913-1994) | Jacques Kosciuszko (1913-1994) | Jacques Kosciuszko (1913-1994) |                      |                      | Marianne Morizet (1914-2002) | Marianne Morizet (1914-2002) | Marianne Morizet (1914-2002)        | Marianne Morizet (1914-2002)        | Marianne Morizet (1914-2002)        | Marianne Morizet (1914-2002)        |                                     |                                     |                             |                             |                                          |                                          |                                          |                                          |                                          |                                          |  |  |                            |                            |                            |                            |                            |                            |  |  |                                             |                                             |                                             |                                             |                                             |                                             |  |  |                                  |                                  |                                  |                                  |                                  |                                  |
|                |                |                |                |                |                |  |  |                                   |                                   |                                   |                                   |                                   |                                   |  |  |                             |                             |                             |                             |                             |                             |  |  |                                   |                                   |                                   |                                   |                                        |                                        |                                        |                                        |                                        |                                        |                                |                                |                                |                                |                                |                                |                                 |                                 |                                 |                                 |                                 |                                 |  |  |                |                |                |                |                |                |                                |                                |                                       |                                       |                                       |                                       |                                       |                                       | Jacques Kosciuszko (1913-1994) | Jacques Kosciuszko (1913-1994) | Jacques Kosciuszko (1913-1994) | Jacques Kosciuszko (1913-1994) | Jacques Kosciuszko (1913-1994) | Jacques Kosciuszko (1913-1994) |                      |                      | Marianne Morizet (1914-2002) | Marianne Morizet (1914-2002) | Marianne Morizet (1914-2002)        | Marianne Morizet (1914-2002)        | Marianne Morizet (1914-2002)        | Marianne Morizet (1914-2002)        |                                     |                                     |                             |                             |                                          |                                          |                                          |                                          |                                          |                                          |  |  |                            |                            |                            |                            |                            |                            |  |  |                                             |                                             |                                             |                                             |                                             |                                             |  |  |                                  |                                  |                                  |                                  |                                  |                                  |
|                |                |                |                |                |                |  |  |                                   |                                   |                                   |                                   |                                   |                                   |  |  |                             |                             |                             |                             |                             |                             |  |  |                                   |                                   |                                   |                                   |                                        |                                        |                                        |                                        |                                        |                                        |                                |                                |                                |                                |                                |                                |                                 |                                 |                                 |                                 |                                 |                                 |  |  |                |                |                |                |                |                |                                |                                |                                       |                                       |                                       |                                       |                                       |                                       |                                |                                |                                |                                |                                |                                |                      |                      |                              |                              |                                     |                                     |                                     |                                     |                                     |                                     |                             |                             |                                          |                                          |                                          |                                          |                                          |                                          |  |  |                            |                            |                            |                            |                            |                            |  |  |                                             |                                             |                                             |                                             |                                             |                                             |  |  |                                  |                                  |                                  |                                  |                                  |                                  |
|                |                |                |                |                |                |  |  |                                   |                                   |                                   |                                   |                                   |                                   |  |  |                             |                             |                             |                             |                             |                             |  |  |                                   |                                   |                                   |                                   |                                        |                                        |                                        |                                        |                                        |                                        |                                |                                |                                |                                |                                |                                |                                 |                                 |                                 |                                 |                                 |                                 |  |  |                |                |                |                |                |                |                                |                                |                                       |                                       |                                       |                                       |                                       |                                       |                                |                                |                                |                                |                                |                                |                      |                      |                              |                              |                                     |                                     |                                     |                                     |                                     |                                     |                             |                             |                                          |                                          |                                          |                                          |                                          |                                          |  |  |                            |                            |                            |                            |                            |                            |  |  |                                             |                                             |                                             |                                             |                                             |                                             |  |  |                                  |                                  |                                  |                                  |                                  |                                  |
|                |                |                |                |                |                |  |  |                                   |                                   |                                   |                                   |                                   |                                   |  |  |                             |                             |                             |                             |                             |                             |  |  |                                   |                                   |                                   |                                   | François Kosciusko-Morizet (1940-2015) | François Kosciusko-Morizet (1940-2015) | François Kosciusko-Morizet (1940-2015) | François Kosciusko-Morizet (1940-2015) | François Kosciusko-Morizet (1940-2015) | François Kosciusko-Morizet (1940-2015) |                                |                                | Bénédicte Treuille (1945-2015) | Bénédicte Treuille (1945-2015) | Bénédicte Treuille (1945-2015) | Bénédicte Treuille (1945-2015) | Bénédicte Treuille (1945-2015)  | Bénédicte Treuille (1945-2015)  |                                 |                                 |                                 |                                 |  |  |                |                |                |                |                |                |                                |                                |                                       |                                       |                                       |                                       |                                       |                                       |                                |                                | Thierry Postel-Vinay           | Thierry Postel-Vinay           | Thierry Postel-Vinay           | Thierry Postel-Vinay           | Thierry Postel-Vinay | Thierry Postel-Vinay |                              |                              | Marie Kosciusko-Morizet (1942-????) | Marie Kosciusko-Morizet (1942-????) | Marie Kosciusko-Morizet (1942-????) | Marie Kosciusko-Morizet (1942-????) | Marie Kosciusko-Morizet (1942-????) | Marie Kosciusko-Morizet (1942-????) |                             |                             | Jacques-Antoine Kosciusko-Morizet (1943) | Jacques-Antoine Kosciusko-Morizet (1943) | Jacques-Antoine Kosciusko-Morizet (1943) | Jacques-Antoine Kosciusko-Morizet (1943) | Jacques-Antoine Kosciusko-Morizet (1943) | Jacques-Antoine Kosciusko-Morizet (1943) |  |  | Pamela Spurdon             | Pamela Spurdon             | Pamela Spurdon             | Pamela Spurdon             | Pamela Spurdon             | Pamela Spurdon             |  |  | François Sourdeau de Beauregard (1935-2019) | François Sourdeau de Beauregard (1935-2019) | François Sourdeau de Beauregard (1935-2019) | François Sourdeau de Beauregard (1935-2019) | François Sourdeau de Beauregard (1935-2019) | François Sourdeau de Beauregard (1935-2019) |  |  | Martine Kosciusko-Morizet (1949) | Martine Kosciusko-Morizet (1949) | Martine Kosciusko-Morizet (1949) | Martine Kosciusko-Morizet (1949) | Martine Kosciusko-Morizet (1949) | Martine Kosciusko-Morizet (1949) |
|                |                |                |                |                |                |  |  |                                   |                                   |                                   |                                   |                                   |                                   |  |  |                             |                             |                             |                             |                             |                             |  |  |                                   |                                   |                                   |                                   | François Kosciusko-Morizet (1940-2015) | François Kosciusko-Morizet (1940-2015) | François Kosciusko-Morizet (1940-2015) | François Kosciusko-Morizet (1940-2015) | François Kosciusko-Morizet (1940-2015) | François Kosciusko-Morizet (1940-2015) |                                |                                | Bénédicte Treuille (1945-2015) | Bénédicte Treuille (1945-2015) | Bénédicte Treuille (1945-2015) | Bénédicte Treuille (1945-2015) | Bénédicte Treuille (1945-2015)  | Bénédicte Treuille (1945-2015)  |                                 |                                 |                                 |                                 |  |  |                |                |                |                |                |                |                                |                                |                                       |                                       |                                       |                                       |                                       |                                       |                                |                                | Thierry Postel-Vinay           | Thierry Postel-Vinay           | Thierry Postel-Vinay           | Thierry Postel-Vinay           | Thierry Postel-Vinay | Thierry Postel-Vinay |                              |                              | Marie Kosciusko-Morizet (1942-????) | Marie Kosciusko-Morizet (1942-????) | Marie Kosciusko-Morizet (1942-????) | Marie Kosciusko-Morizet (1942-????) | Marie Kosciusko-Morizet (1942-????) | Marie Kosciusko-Morizet (1942-????) |                             |                             | Jacques-Antoine Kosciusko-Morizet (1943) | Jacques-Antoine Kosciusko-Morizet (1943) | Jacques-Antoine Kosciusko-Morizet (1943) | Jacques-Antoine Kosciusko-Morizet (1943) | Jacques-Antoine Kosciusko-Morizet (1943) | Jacques-Antoine Kosciusko-Morizet (1943) |  |  | Pamela Spurdon             | Pamela Spurdon             | Pamela Spurdon             | Pamela Spurdon             | Pamela Spurdon             | Pamela Spurdon             |  |  | François Sourdeau de Beauregard (1935-2019) | François Sourdeau de Beauregard (1935-2019) | François Sourdeau de Beauregard (1935-2019) | François Sourdeau de Beauregard (1935-2019) | François Sourdeau de Beauregard (1935-2019) | François Sourdeau de Beauregard (1935-2019) |  |  | Martine Kosciusko-Morizet (1949) | Martine Kosciusko-Morizet (1949) | Martine Kosciusko-Morizet (1949) | Martine Kosciusko-Morizet (1949) | Martine Kosciusko-Morizet (1949) | Martine Kosciusko-Morizet (1949) |
|                |                |                |                |                |                |  |  |                                   |                                   |                                   |                                   |                                   |                                   |  |  |                             |                             |                             |                             |                             |                             |  |  |                                   |                                   |                                   |                                   |                                        |                                        |                                        |                                        |                                        |                                        |                                |                                |                                |                                |                                |                                |                                 |                                 |                                 |                                 |                                 |                                 |  |  |                |                |                |                |                |                |                                |                                |                                       |                                       |                                       |                                       |                                       |                                       |                                |                                |                                |                                |                                |                                |                      |                      |                              |                              |                                     |                                     |                                     |                                     |                                     |                                     |                             |                             |                                          |                                          |                                          |                                          |                                          |                                          |  |  |                            |                            |                            |                            |                            |                            |  |  |                                             |                                             |                                             |                                             |                                             |                                             |  |  |                                  |                                  |                                  |                                  |                                  |                                  |
|                |                |                |                |                |                |  |  |                                   |                                   |                                   |                                   |                                   |                                   |  |  |                             |                             |                             |                             |                             |                             |  |  |                                   |                                   |                                   |                                   |                                        |                                        |                                        |                                        |                                        |                                        |                                |                                |                                |                                |                                |                                |                                 |                                 |                                 |                                 |                                 |                                 |  |  |                |                |                |                |                |                |                                |                                |                                       |                                       |                                       |                                       |                                       |                                       |                                |                                |                                |                                |                                |                                |                      |                      |                              |                              |                                     |                                     |                                     |                                     |                                     |                                     |                             |                             |                                          |                                          |                                          |                                          |                                          |                                          |  |  |                            |                            |                            |                            |                            |                            |  |  |                                             |                                             |                                             |                                             |                                             |                                             |  |  |                                  |                                  |                                  |                                  |                                  |                                  |
| Emmanuel Jayet | Emmanuel Jayet | Emmanuel Jayet | Emmanuel Jayet | Emmanuel Jayet | Emmanuel Jayet |  |  | Caroline Kosciusko-Morizet (1971) | Caroline Kosciusko-Morizet (1971) | Caroline Kosciusko-Morizet (1971) | Caroline Kosciusko-Morizet (1971) | Caroline Kosciusko-Morizet (1971) | Caroline Kosciusko-Morizet (1971) |  |  | Jean-Pierre Philippe (1955) | Jean-Pierre Philippe (1955) | Jean-Pierre Philippe (1955) | Jean-Pierre Philippe (1955) | Jean-Pierre Philippe (1955) | Jean-Pierre Philippe (1955) |  |  | Nathalie Kosciusko-Morizet (1973) | Nathalie Kosciusko-Morizet (1973) | Nathalie Kosciusko-Morizet (1973) | Nathalie Kosciusko-Morizet (1973) | Nathalie Kosciusko-Morizet (1973)      | Nathalie Kosciusko-Morizet (1973)      |                                        |                                        | Ramon De Oliveira Cezar (1954)         | Ramon De Oliveira Cezar (1954)         | Ramon De Oliveira Cezar (1954) | Ramon De Oliveira Cezar (1954) | Ramon De Oliveira Cezar (1954) | Ramon De Oliveira Cezar (1954) |                                |                                | Pierre Kosciusko-Morizet (1977) | Pierre Kosciusko-Morizet (1977) | Pierre Kosciusko-Morizet (1977) | Pierre Kosciusko-Morizet (1977) | Pierre Kosciusko-Morizet (1977) | Pierre Kosciusko-Morizet (1977) |  |  | Marie Eeckhout | Marie Eeckhout | Marie Eeckhout | Marie Eeckhout | Marie Eeckhout | Marie Eeckhout |                                |                                | Étienne Kosciusko-Morizet (1986-2012) | Étienne Kosciusko-Morizet (1986-2012) | Étienne Kosciusko-Morizet (1986-2012) | Étienne Kosciusko-Morizet (1986-2012) | Étienne Kosciusko-Morizet (1986-2012) | Étienne Kosciusko-Morizet (1986-2012) |                                |                                | Fabrice Postel-Vinay           | Fabrice Postel-Vinay           | Fabrice Postel-Vinay           | Fabrice Postel-Vinay           | Fabrice Postel-Vinay | Fabrice Postel-Vinay |                              |                              | ?????? Postel-Vinay                 | ?????? Postel-Vinay                 | ?????? Postel-Vinay                 | ?????? Postel-Vinay                 | ?????? Postel-Vinay                 | ?????? Postel-Vinay                 |                             |                             | Ariane Kosciusko-Morizet                 | Ariane Kosciusko-Morizet                 | Ariane Kosciusko-Morizet                 | Ariane Kosciusko-Morizet                 | Ariane Kosciusko-Morizet                 | Ariane Kosciusko-Morizet                 |  |  | Isabelle Kosciusko-Morizet | Isabelle Kosciusko-Morizet | Isabelle Kosciusko-Morizet | Isabelle Kosciusko-Morizet | Isabelle Kosciusko-Morizet | Isabelle Kosciusko-Morizet |  |  | Sophie Sourdeau de Beauregard               | Sophie Sourdeau de Beauregard               | Sophie Sourdeau de Beauregard               | Sophie Sourdeau de Beauregard               | Sophie Sourdeau de Beauregard               | Sophie Sourdeau de Beauregard               |  |  | Donatien Sourdeau de Beauregard  | Donatien Sourdeau de Beauregard  | Donatien Sourdeau de Beauregard  | Donatien Sourdeau de Beauregard  | Donatien Sourdeau de Beauregard  | Donatien Sourdeau de Beauregard  |
| Emmanuel Jayet | Emmanuel Jayet | Emmanuel Jayet | Emmanuel Jayet | Emmanuel Jayet | Emmanuel Jayet |  |  | Caroline Kosciusko-Morizet (1971) | Caroline Kosciusko-Morizet (1971) | Caroline Kosciusko-Morizet (1971) | Caroline Kosciusko-Morizet (1971) | Caroline Kosciusko-Morizet (1971) | Caroline Kosciusko-Morizet (1971) |  |  | Jean-Pierre Philippe (1955) | Jean-Pierre Philippe (1955) | Jean-Pierre Philippe (1955) | Jean-Pierre Philippe (1955) | Jean-Pierre Philippe (1955) | Jean-Pierre Philippe (1955) |  |  | Nathalie Kosciusko-Morizet (1973) | Nathalie Kosciusko-Morizet (1973) | Nathalie Kosciusko-Morizet (1973) | Nathalie Kosciusko-Morizet (1973) | Nathalie Kosciusko-Morizet (1973)      | Nathalie Kosciusko-Morizet (1973)      |                                        |                                        | Ramon De Oliveira Cezar (1954)         | Ramon De Oliveira Cezar (1954)         | Ramon De Oliveira Cezar (1954) | Ramon De Oliveira Cezar (1954) | Ramon De Oliveira Cezar (1954) | Ramon De Oliveira Cezar (1954) |                                |                                | Pierre Kosciusko-Morizet (1977) | Pierre Kosciusko-Morizet (1977) | Pierre Kosciusko-Morizet (1977) | Pierre Kosciusko-Morizet (1977) | Pierre Kosciusko-Morizet (1977) | Pierre Kosciusko-Morizet (1977) |  |  | Marie Eeckhout | Marie Eeckhout | Marie Eeckhout | Marie Eeckhout | Marie Eeckhout | Marie Eeckhout |                                |                                | Étienne Kosciusko-Morizet (1986-2012) | Étienne Kosciusko-Morizet (1986-2012) | Étienne Kosciusko-Morizet (1986-2012) | Étienne Kosciusko-Morizet (1986-2012) | Étienne Kosciusko-Morizet (1986-2012) | Étienne Kosciusko-Morizet (1986-2012) |                                |                                | Fabrice Postel-Vinay           | Fabrice Postel-Vinay           | Fabrice Postel-Vinay           | Fabrice Postel-Vinay           | Fabrice Postel-Vinay | Fabrice Postel-Vinay |                              |                              | ?????? Postel-Vinay                 | ?????? Postel-Vinay                 | ?????? Postel-Vinay                 | ?????? Postel-Vinay                 | ?????? Postel-Vinay                 | ?????? Postel-Vinay                 |                             |                             | Ariane Kosciusko-Morizet                 | Ariane Kosciusko-Morizet                 | Ariane Kosciusko-Morizet                 | Ariane Kosciusko-Morizet                 | Ariane Kosciusko-Morizet                 | Ariane Kosciusko-Morizet                 |  |  | Isabelle Kosciusko-Morizet | Isabelle Kosciusko-Morizet | Isabelle Kosciusko-Morizet | Isabelle Kosciusko-Morizet | Isabelle Kosciusko-Morizet | Isabelle Kosciusko-Morizet |  |  | Sophie Sourdeau de Beauregard               | Sophie Sourdeau de Beauregard               | Sophie Sourdeau de Beauregard               | Sophie Sourdeau de Beauregard               | Sophie Sourdeau de Beauregard               | Sophie Sourdeau de Beauregard               |  |  | Donatien Sourdeau de Beauregard  | Donatien Sourdeau de Beauregard  | Donatien Sourdeau de Beauregard  | Donatien Sourdeau de Beauregard  | Donatien Sourdeau de Beauregard  | Donatien Sourdeau de Beauregard  |